# تشاه نو (فردوس)
تشاه نو (بالفارسية: چاه‌نو) هي مستوطنة تقع في Howmeh Rural District في إيران. يقدر عدد سكانها بـ 190 نسمة .